# Strange Flavour
Strange Flavour è l'album di debutto del gruppo musicale inglese degli Agnes Strange, pubblicato dalla Birdnest Records nel 1975.

## Tracce
Lato A
1. Give Yourself a Chance – 3:31 (John Westwood, Alan Green)
2. Strange Flavour – 3:59 (John Westwood, Alan Green, Dave Rodwell)
3. Alberta – 5:48 (Dave Travis)
4. Loved One – 6:06 (Alan Green)
5. Failure – 5:20 (Dave Rodwell)

Durata totale: 24:44
Lato B
1. Children of the Absurd – 7:52 (Dave Barber, Alan Green, Dave Rodwell)
2. Odd Man Out – 3:55 (John Westwood)
3. Highway Blues – 5:33 (John Westwood)
4. Granny Don't Like Rock 'n' Roll – 5:23 (John Westwood)
5. Interference – 1:34 (Dave Travis)

Durata totale: 24:17
Edizione CD del 2007, pubblicato dalla Rev-Ola (CR REV 207)
1. Give Yourself a Chance – 3:30 (J. Westwood)
2. Clever Fool – 3:23 (J. Westwood)
3. Travelling – 2:53 (J. Westwood)
4. Alberta – 5:44 (D. Travis)
5. Loved One – 6:00 (A. Green)
6. Failure – 5:19 (D. Rodwell)
7. Children of the Absurd – 7:47 (D. Rodwell, A. Green, D. Barber)
8. Odd Man Out – 3:53 (J. Westwood)
9. Highway Blues – 5:31 (J. Westwood)
10. Granny Don't Like Rock 'n' Roll – 5:21 (J. Westwood)
11. Interference – 1:44 (D. Travis)
12. Give Yourself a Chance – 3:28 (J. Westwood, A. Green) – Bonus Track - Single Version
13. Motorway Rebel – 4:04 (J. Westwood) – Bonus Track
14. Strange Flavour – 3:56 (J. Westwood, A. Green, D. Rodwell) – Bonus Track

Durata totale: 62:33
- Brani registrati al Meridian Studios di Londra (UK), eccetto Travelling, registrato al TPA Studios di Londra (UK)

## Musicisti
- John Westwood - chitarra solista
- Alan Green - basso elettrico
- Dave Rodwell - batteria

Note aggiuntive
- Dave Travis - produttore
- Colin Thurston - ingegnere del suono